# Francisco Javier Salazar Sáenz
Francisco Javier Salazar Sáenz (Ciudad de México, 29 de octubre de 1940) es un político mexicano, miembro del Partido Acción Nacional. Fue secretario del Trabajo y Previsión Social durante el gobierno del presidente Vicente Fox de 2005 a 2006.
Se desempeñó como senador de la República de 1994 a 2000 y de 2020 a 2021. También fue diputado federal de 1991 a 1994 y de 2009 a 2012.

## Primeros años
Francisco Javier Salazar Sáenz nació el 29 de octubre de 1940 en el Distrito Federal de México. Estudió la carrera de ingeniería química en la Universidad Nacional Autónoma de México (UNAM) y en la Universidad Iberoamericana de 1971 a 1992. Estudió la maestría en administración en la Universidad Autónoma de San Luis Potosí (UASLP) de 1998 a 2006 y el doctorado en ciencias sociales en la Universidad La Salle. Fue secretario general de la Unión de Asociaciones de Personal Académico de la Universidad Autónoma de San Luis Potosí de 1979 a 1985, secretario general de la Asociación Nacional de Asociaciones de Personal Académico Universitario de 1984 a 1988 y secretario general de la Confederación Nacional de Trabajadores Universitarios de 1985 a 1989.

## Trayectoria legislativa
En 1990 fue postulado por el Partido Acción Nacional (PAN) como diputado local de Congreso del Estado de San Luis Potosí. Del 1 de septiembre de 1991 al 30 de agosto de 1994 fue diputado federal de representación proporcional en la LV Legislatura del Congreso de la Unión. De 1992 a 1998 fue consejero nacional del PAN, puesto que volvió a ejercer de 2007 a 2010. Del 1 de septiembre de 1994 al 31 de agosto de 2000 fue senador de la República en la LVI y LVII Legislatura del Congreso de la Unión en representación del estado de San Luis Potosí. Dentro del senado fue presidente de la comisión de ciencia y tecnología. También fue secretario de la comisión de educación, de la comisión de energía y recursos no renovables, de la comisión de fomento a las artesanías y de la comisión de trabajo y previsión social.
Volvió a ser diputado federal de representación proporcional en la LXI Legislatura del 1 de septiembre de 2009 al 31 de agosto de 2012. Dentro del congreso fue vicepresidente de la mesa directiva. También fue vicepresidente de la comisión de decanos y secretario de la comisión de relaciones exteriores.
En las elecciones federales de 2018 fue postulado por el PAN como compañero de fórmula de Marco Antonio Gama Basarte, candidato a senador de segunda fórmula por el estado de San Luis Potosí. El 15 de octubre de 2020, Salazar Sáenz asumió el cargo de senador luego de que Gama Basarte pidiera licencia para postularse como candidato a la gubernatura de San Luis Potosí para las elecciones estatales de 2021. Salazar Sáenz ocupó el cargo de secretario de la comisión de asuntos indígenas.

## Secretario del Trabajo y Previsión Social
El 2 de junio de 2005, el presidente Fox lo designó titular de la Secretaría del Trabajo y Previsión Social (STPS). Durante su administración ocurrió el desastre minero de Pasta de Conchos, en que murieron 65 mineros tras la explosión de una mina de carbón operada por la empresa Grupo México. Salazar Sáenz consideró el evento como un accidente, descartando que la empresa tuviera responsabilidad en la explosión. Su postura fue criticada por el líder del sindicato de mineros, Napoleón Gómez Urrutia, quién acusó a Salazar Sáenz de tener una «complicidad abierta» con Grupo México.
En 2008, la Secretaría de la Función Pública determinó que hubo negligencia por parte del personal de la STPS por permitir que Pasta de Conchos siguiera operando después de que una revisión en 2004 hallara que la mina incumplía más de cuarenta normas de seguridad.